# سیترین لاینز
سیترین لاینز (انگلیسی: Seatrain Lines) شرکت ترابری دریایی آمریکایی است، که در سال ۱۹۲۹ تأسیس شد.